# ال بوسنوان (الهايي)
ال بوسنوان (بالفارسية: البوثنوان) هي قرية وتقع في إيران في قسم الهايي الريفي. يقدر عدد سكانها بـ 1046 نسمة بحسب إحصاء 2016.